# Eric De Clercq
Pour les articles homonymes, voir De Clercq.
Eric De Clercq, né le 3 décembre 1967 à Opbrakel, est un coureur cycliste belge.

## Palmarès

### Palmarès amateur
- 1988
  - Zellik-Galmaarden
- 1989
  - Flèche flamande
  - 3e du Circuit du Hainaut
- 1990
  - 3e du Circuit du Westhoek

### Palmarès professionnel
- 1992
  - 4e étape de la Hofbrau Cup
  - 2e du Stadsprijs Geraardsbergen
  - 3e du Grand Prix Beeckman-De Caluwé
- 1993
  - 5e étape du Kelogg's Tour
- 1994
  - Circuit des frontières
- 1995
  - Tour de la Haute-Sambre
  - 2e de Bruxelles-Ingooigem
- 1996
  - Tour de Düren
- 1997
  - 2e du Grand Prix Raf Jonckheere
  - 3e de l'Aarhus GP
- 1998
  - 3e du Grand Prix Victor Bodson
- 2000
  - Grand Prix Marcel Kint
- 2001
  - Ruddervoorde Koerse
  - Circuit de Campine
  - Grand Prix Beeckman-De Caluwé
  - 3e du Circuit Mandel-Lys-Escaut
  - 3e du Grote Prijs Dr. Eugeen Roggeman